# 闇鍋

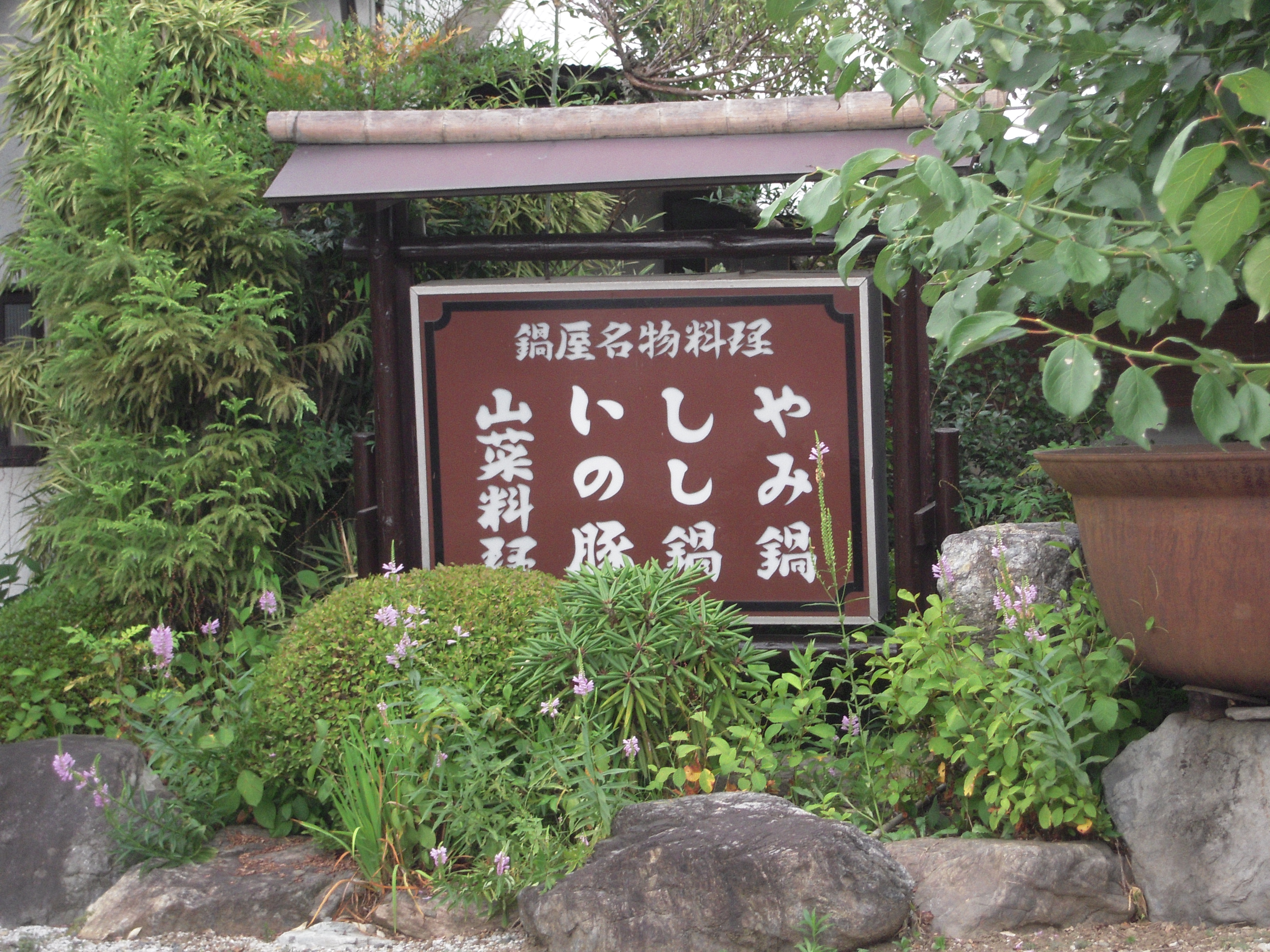
菜單牌最右邊的即為闇鍋（やみ鍋）

闇鍋（やみなべ），又譯為黑暗火鍋或暗黑鍋，是一種社團或親近好友一同煮食火鍋的遊戲。規則是一人最少帶一種食材進入漆黑的房間，在不清楚他人所帶食材的情況下將所有食材投入鍋中，煮好之後同樣在一片漆黑中開動，夾到什麼就要吃什麼。
一般而言闇鍋應該不會出現不能吃的東西，但在懲罰遊戲或動漫作品（如掰掰演劇社第六卷)中常常出現超乎常理的食材，如巧克力、罐頭水果等甜食，甚至乎小型生物、不可食的死物等。